# Serie di Eisenstein
In matematica, le serie di Eisenstein sono delle forme modulari definite da serie esplicite. Il loro nome deriva dal matematico tedesco Gotthold Eisenstein.
Le serie di Eisenstein sono state inizialmente definite per il gruppo modulare, ma sono state successivamente generalizzate al contesto delle forme automorfe.

## Definizione
La serie di Eisenstein olomorfa di peso 2k, con k>1 intero, è la serie
{\displaystyle G_{2k}(\tau )=\sum _{\underset {(m,n)\neq (0,0)}{(m,n)\in \mathbb {Z} ^{2}}}{\frac {1}{(m\tau +n)^{2k}}},}
con {\displaystyle \tau \in {\mathcal {H}}}. Questa serie è assolutamente convergente su tutto il semipiano superiore complesso {\displaystyle {\mathcal {H}}} ad una funzione olomorfa in {\displaystyle \tau } e converge uniformemente su ogni sottoinsieme compatto di {\displaystyle {\mathcal {H}}}. La serie di Eisenstein {\displaystyle G_{2k}} è una forma modulare di peso 2k per il gruppo modulare.

## Serie di Fourier
In quanto forma modulare, le serie di Eisenstein ammettono sviluppo in serie di Fourier. Esso è
{\displaystyle G_{2k}(\tau )=2\zeta (2k)+2{\frac {(2\pi i)^{k}}{(k-1)!}}\sum _{n=1}^{\infty }\sigma _{k-1}(n)q^{n},}
dove {\displaystyle \zeta (2k)} è la funzione zeta di Riemann, {\displaystyle q=e^{2\pi i\tau }} e {\displaystyle \sigma _{k-1}(n)} è la funzione aritmetica sigma generalizzata delle potenze k-1-esime dei divisori di n.
Spesso si preferisce utilizzare le serie di Eisenstein normalizzate (cioè con primo coefficiente dello sviluppo in serie di Fourier uguale a uno). Per esse si usa la notazione
{\displaystyle E_{2k}(\tau )={\frac {G_{2k}(\tau )}{2\zeta (2k)}}=1+{\frac {2}{\zeta (1-2k)}}\sum _{n=1}^{\infty }{\frac {n^{2k-1}q^{n}}{1-q^{n}}}.}